# Hilda Wakes
Hilda Wakes è un cortometraggio muto del 1913. Il nome del regista non viene riportato nei credit del film che è interpretato da William Bailey, Eleanor Blanchard e Beverly Bayne.

## Trama
John Woods - incaricato dalla moglie di trovare una cuoca - assume Hilda. Ma la ragazza non è affatto una cuoca: lei crede infatti di essere stata scelta come moglie da quel bel signore che, senza accorgersene, è entrato in realtà in un'agenzia matrimoniale. L'equivoco persiste e la signora Woods comincia ad avere dei seri dubbi sul marito quando lo trova seduto a tavola insieme a Hilda.

## Produzione
Il film fu prodotto dalla Essanay Film Manufacturing Company.

## Distribuzione
Distribuito dalla General Film Company, il film - un cortometraggio di una bobina - uscì nelle sale cinematografiche USA il 18 giugno 1913.